# Thaiderces ganlan
Espèce
Thaiderces ganlan est une espèce d'araignées aranéomorphes de la famille des Psilodercidae.

## Distribution
Cette espèce est endémique de l'État Chin en Birmanie,. Elle se rencontre dans le parc national du Nat Ma Taung.

## Description
Le mâle holotype mesure 1,63 mm et la femelle paratype 2,03 mm.

## Publication originale
- Chang & Li, 2019 : Fourteen new species of the spider genus Thaiderces from Southeast Asia (Araneae, Psilodercidae). ZooKeys, no 869, p. 103-146 (texte intégral).